# 안양천로
안양천로(安養川路)는 경기도 광명시 소하동 시흥대교 교차로와 서울특별시 강서구 염창동 염창 나들목을 잇는 도로이다.
본래 이 도로는 서울특별시(구로구 고척동 철산고가도로 시계에서 양천구 목동 양화교) 구간은 연장 6.7km의 '안양천길'로, 광명시(광명시 소하동 시흥대교 교차로 ~ 철산동 철산고가차도 시계) 구간은 연장 5.3km의 철산로(鐵山路)로 되어 있었으며 2009년 7월 10일 이 두 도로명을 합쳐 지금과 같은 명칭이 되었다. 명칭은 이 도로 옆에 안양천이 지나는 것을 활용했다.

## 역사
- 1993년 7월 27일: 고척동 동양미래대 사거리에서 양화교를 잇는 6.1km 구간의 도로를 안양천길로 제정함.
- 2009년 7월 10일 : 2개 이상 시·도에 걸쳐 있는 도로로 안양천로를 고시[1]

## 주요 경유지
경기도
- 광명시 소하동

서울특별시
- 금천구 독산동

경기도
- 광명시 (하안동 · 철산동)

서울특별시
- 구로구 (구로동 · 고척동) - 양천구 (신정동 · 목동) - 강서구 염창동

## 노선
| 이름                                | 접속 노선                                         | 소재지                                                              | 소재지                              | 비고                                                      |
| 평택파주고속도로 소하 나들목과 직결 | 평택파주고속도로 소하 나들목과 직결               | 평택파주고속도로 소하 나들목과 직결                                 | 평택파주고속도로 소하 나들목과 직결 | 평택파주고속도로 소하 나들목과 직결                       |
| ----------------------------------- | ------------------------------------------------- | ------------------------------------------------------------------- | ----------------------------------- | --------------------------------------------------------- |
| 시흥대교 교차로                     | 국도 제1호선 (금하로) 뚝방길                      | 광명시                                                              | 소하동                              | 국도 제1호선 구간                                         |
| 금천 나들목                         | 15호선 서해안고속도로 국도 제1호선 (서부간선도로) | 서울특별시                                                          | 금천구                              | 국도 제1호선 구간 염창 방면 진입 불가 광명 방면 진출 불가 |
| 한신아파트                          | 한내로                                            | 서울특별시                                                          | 금천구                              |                                                           |
| 하안남초교삼거리                    | 금당로                                            | 광명시                                                              | 하안동                              |                                                           |
| 금천교 교차로 (광명하안지하차도)    | 범안로                                            | 서울특별시                                                          | 금천구                              |                                                           |
| 하안배수펌프장삼거리                | 안현로                                            | 광명시                                                              | 하안동                              |                                                           |
| 진성고삼거리                        | 철망산로                                          | 광명시                                                              | 하안동                              |                                                           |
| 철산대교사거리 (철산지하차도)       | 디지털로                                          | 광명시                                                              | 철산동                              |                                                           |
| 광성초교입구삼거리                  | 철산로                                            | 광명시                                                              | 철산동                              |                                                           |
| 철산주공삼거리                      | 모세로                                            | 광명시                                                              | 철산동                              |                                                           |
| 광명대교사거리 (광명지하차도)       | 가마산로                                          | 광명시                                                              | 철산동                              |                                                           |
| 우성아파트입구삼거리                | 시청로                                            | 광명시                                                              | 철산동                              |                                                           |
| 광명고가도로 남단                   | 목감로 안양천로502번길                            | 광명시                                                              | 철산동                              |                                                           |
| 광명고가도로                        |                                                   | 광명시                                                              | 철산동                              |                                                           |
| 서울특별시                          | 구로구                                            |                                                                     |                                     |                                                           |
| 서울특별시                          | 구로구                                            | 동양미래대학교앞 교차로 (고척지하차도)                              | 국도 제46호선 (경인로)              |                                                           |
| 서울특별시                          | 오금교 교차로 (오금지하차도)                      | 목동로                                                              | 양천구                              |                                                           |
| 서울특별시                          | 목일중학교앞 교차로                               | 목동동로8길                                                         | 양천구                              |                                                           |
| 서울특별시                          | (신정교 서단)                                     | 도림천로 신목로                                                     | 양천구                              | 상행 진출입만 가능                                        |
| 서울특별시                          | (오목교 서단)                                     | 오목로                                                              | 양천구                              | 상행 진출입만 가능                                        |
| 서울특별시                          | 오목빗물펌프장                                    | 목동동로 신목로                                                     | 양천구                              |                                                           |
| 서울특별시                          | 목동교 서단                                       | 국회대로                                                            | 양천구                              |                                                           |
| 서울특별시                          | 목마공원 교차로                                   | 목동동로                                                            | 양천구                              |                                                           |
| 서울특별시                          | 열병합발전소앞 교차로                             | 목동서로                                                            | 양천구                              |                                                           |
| 서울특별시                          | 신목동역                                          | 목동중앙로                                                          | 양천구                              |                                                           |
| 서울특별시                          | 양화교 교차로                                     | 국도 제6호선 국도 제48호선 국도 제77호선 (공항대로) (노들로) 양천로 | 양천구                              |                                                           |
| 서울특별시                          | 양화교 교차로                                     | 국도 제6호선 국도 제48호선 국도 제77호선 (공항대로) (노들로) 양천로 | 강서구                              |                                                           |
| 서울특별시                          | 염창 나들목                                       | 올림픽대로                                                          |                                     |                                                           |

## 주요 건물 및 시설
- 세풍운수 철산동지사 (경기도 광명시 안양천로 477)
- 사성공원 (경기도 광명시 안양천로 495)
- 양천해누리체육공원 (서울특별시 양천구 안양천로 711)
- 신목고등학교 (서울특별시 양천구 안양천로 739)
- 목동아이스링크, 목동운동장, 목동야구장 (서울특별시 양천구 안양천로 939)
- 서울경인초등학교 (서울특별시 양천구 안양천로 1009)
- 양정중학교, 양정고등학교 (서울특별시 양천구 안양천로 1039)
- 이화여자대학교목동병원 (서울특별시 양천구 안양천로 1071)
- 목동119안전센터 (서울특별시 양천구 안양천로 1139)